# Mycetophila freyi
Mycetophila freyi är en tvåvingeart som beskrevs av Lundstrom 1909. Mycetophila freyi ingår i släktet Mycetophila och familjen svampmyggor. Arten har ej påträffats i Sverige. Inga underarter finns listade i Catalogue of Life.